# Дайм с изображением Рузвельта
Дайм с изображением Рузвельта — монеты США номиналом в 10 центов, которые чеканятся с 1946 года по сегодняшний день. На аверсе монеты изображён портрет Франклина Д. Рузвельта, 32-го президента США, на реверсе изображены факел, дубовая и оливковая ветви поверх девиза «E pluribus unum».

## История
После смерти Франклина Рузвельта в 1945 году, для увековечивания его памяти было принято решение поместить его изображение на монете.
Выбор номинала монеты в 10 центов был связан с тем, что в 1938 году Рузвельт положил много усилий в основание Национального Фонда, который полушутливо, а с 1979 года и официально называется «Марш десятицентовиков» (англ. March of Dimes).
Переболевший полиомиелитом Рузвельт основал благотворительное общество, которое спонсировало изучение и лечение детского церебрального паралича, полиомиелита и других тяжёлых детских заболеваний. Массовая рассылка писем с призывами к населению «Пожертвовать дайм» привела к появлению термина «Марш даймов».
Существовали другие варианты выбора номинала монеты. После того, как 17 мая министр финансов Генри Моргентау-младший объявил, что десятицентовик с изображением Меркурия (также известный как десятицентовик с изображением крылатой Свободы) будет заменен новой монетой с изображением Рузвельта, которая поступит в обращение примерно в конце года, около 90 % писем, полученных Стюартом Мошером, редактором журнала The Numismatist (журнала Американской нумизматической ассоциации), поддерживали это изменение. Однако сам он не разделял его, утверждая, что дизайн «Меркурия» прекрасен и что ограниченное пространство на монете не воздает должное Рузвельту; он предлагал вместо этого выпустить памятный серебряный доллар. Другие возражали, что, несмотря на свои заслуги, Рузвельт не заслужил места рядом с Вашингтоном, Джефферсоном и Линкольном — единственными президентами, чьи имена были изображены на монетах, находившихся в обращении на тот момент.
Разработка нового дизайна была поручена главному гравёру Джону Р. Синноку, занимавшему эту должность с 1925 года. Значительную часть работы по подготовке новой монеты выполнил помощник Синнока, впоследствии ставший главным гравёром Гилроем Робертсом. В начале октября 1945 года Синнок представил гипсовые модели заместителю директора Монетного двора Ф. Леланду Говарду (тогда исполнявшему обязанности директора), который передал их в Комиссию по изящным искусствам. Эта комиссия рассматривала дизайн монет, поскольку в соответствии с указом президента Уоррена Г. Хардинга от 1921 года ей было поручено давать консультативные заключения по произведениям искусства, представляющим общественный интерес. Входившие в комиссию Ли Лори и Винсон одобрили модели. 8 января Директор Монетного двора Нелли Росс позвонила в комиссию и сообщила им об этом. В связи с болезнью Синнока (он умер в 1947 году) и началом кампании «Марш десятицентовиков» Росс не стала дожидаться полного заседания комиссии, а одобрила начало производства.
Изначально дайм чеканился из серебра (вес монеты составлял 2,5 грамма 90 % серебра). После отмены серебряного стандарта, с 1965 года монеты стали чеканиться из медно-никелевого сплава. Серебряные монеты, согласно закону Грешема, быстро вышли из обращения. В настоящее время в обороте находится плакированный дайм Рузвельта, и никаких существенных изменений в дизайне монеты не планируется. В 2003 году некоторыми членами Конгресса от Республиканской партии было предложено заменить изображение Рузвельта на президента Рональда Рейгана. Эта идея поддержки не получила.
Монета чеканилась на монетных дворах Филадельфии, Денвера и Сан-Франциско, а также в 1996 году (в год 50-летия выпуска) небольшой тираж был отчеканен на монетном дворе Вест-Пойнта в штате Нью-Йорк. Обозначение монетного двора на монете располагалось до 1979 года на реверсе сбоку от факела, а с 1980 на аверсе сверху от даты.
- отсутствует (до 1979 года), Р — с 1980 года — монетный двор Филадельфии, Пенсильвания
- D — монетный двор Денвера, Колорадо
- S — монетный двор Сан-Франциско, Калифорния
- W — монетный двор Вест-Пойнт, Нью-Йорк

## Изображение

### Аверс
На аверсе монеты в центре расположено изображение Рузвельта. Слева полукругом находится надпись «LIBERTY», снизу и слева девиз «IN GOD WE TRUST». Снизу справа находятся цифры года, обозначение монетного двора, где была отчеканена монета и монограмма гравёра Джона Р. Синнока «JS». По словам нумизмата Дона Таксея, «Рузвельт никогда не выглядел лучше!».

### Реверс
Дайм с изображением Рузвельта сменил Дайм «Меркурий», на реверсе которого располагались фасции. На новую монету были помещены оливковая и дубовая ветви и факел, символизирующие уважение, мир и победу.
На монете присутствует девиз «E PLURIBUS UNUM» (с лат. — «Из многих — единое»), а также две полукруговые надписи — сверху «UNITED STATES OF AMERICA», а снизу обозначение номинала «ONE DIME».

## Тираж
| Год            | Отчеканено в Филадельфии  | Отчеканено в Денвере | Отчеканено в Сан-Франциско | Отчеканено в Вест-Пойнте |
| -------------- | ------------------------- | -------------------- | -------------------------- | ------------------------ |
| 1946           | 255 250 000               | 61 043 500           | 27 900 000                 |                          |
| 1947           | 121 520 000               | 46 835 000           | 34 840 000                 |                          |
| 1948           | 74 950 000                | 52 841 000           | 35 520 000                 |                          |
| 1949           | 30 940 000 (3 837)        | 26 034 000           | 13 510 000                 |                          |
| 1950           | 50 130 114 (51 386)       | 46 803 000           | 20 440 000                 |                          |
| 1951           | 103 880 102 (57 500)      | 56 529 000           | 31 630 000                 |                          |
| 1952           | 99 040 093 (81 980)       | 122 100 000          | 44 419 500                 |                          |
| 1953           | 53 490 120 (128 800)      | 136 433 000          | 39 180 000                 |                          |
| 1954           | 114 010 203 (378 200)     | 13 959 000           | 22 860 000                 |                          |
| 1955           | 12 450 181 (51 386)       | 46 803 000           | 18 510 000                 |                          |
| 1956           | 108 640 000 (669 384)     | 108 015 100          |                            |                          |
| 1957           | 160 160 000 (1 247 952)   | 113 354 330          |                            |                          |
| 1958           | 31 910 000 (875 652)      | 136 564 600          |                            |                          |
| 1959           | 85 780 000 (1 149 291)    | 164 919 790          |                            |                          |
| 1960           | 70 390 000 (1 691 602)    | 200 160 400          |                            |                          |
| 1961           | 93 730 000 (3 028 244)    | 209 146 550          |                            |                          |
| 1962           | 72 450 000 (3 218 019)    | 334 948 380          |                            |                          |
| 1963           | 123 650 000 (3 075 645)   | 421 476 530          |                            |                          |
| 1964           | 929 360 000 (3 950 762)   | 1 357 517 180        |                            |                          |
| 1965           | 1 652 140 570 (2 360 000) |                      |                            |                          |
| 1966           | 1 382 734 540 (2 261 583) |                      |                            |                          |
| 1967           | 2 244 007 320 (1 863 344) |                      |                            |                          |
| 1968           | 424 470 400               | 480 748 280          | (3 041 506)                |                          |
| 1969           | 145 790 000               | 563 323 870          | (2 934 631)                |                          |
| 1970           | 345 570 000               | 754 942 100          | (2 632 810)                |                          |
| 1971           | 162 690 000               | 377 914 240          | (3 220 733)                |                          |
| 1972           | 431 540 000               | 330 290 000          | (3 260 996)                |                          |
| 1973           | 315 670 000               | 455 032 426          | (2 760 339)                |                          |
| 1974           | 470 248 000               | 571 083 000          | (2 612 568)                |                          |
| 1975           | 585 673 900               | 313 705 300          | (2 845 450)                |                          |
| 1976           | 568 760 000               | 695 222 774          | (4 149 730)                |                          |
| 1977           | 796 930 000               | 376 607 228          | (3 251 152)                |                          |
| 1978           | 663 980 000               | 282 847 540          | (3 127 781)                |                          |
| 1979           | 315 440 000               | 390 921 184          | (3 677 175)                |                          |
| 1980           | 735 170 000               | 719 354 321          | (3 554 806)                |                          |
| 1981           | 676 650 000               | 712 284 143          | (4 063 083)                |                          |
| 1982           | 519 475 000               | 542 713 584          | (3 857 479)                |                          |
| 1983           | 647 025 000               | 730 129 224          | (3 279 126)                |                          |
| 1984           | 856 669 000               | 704 803 976          | (3 065 110)                |                          |
| 1985           | 705 200 962               | 587 979 970          | (3 362 821)                |                          |
| 1986           | 682,649,693               | 473,326,970          | 3,010,497                  |                          |
| 1987           | 762,709,481               | 653,203,402          | (4,227,728)                |                          |
| 1988           | 1,030,550,000             | 962,385,489          | (3,262,948)                |                          |
| 1989           | 1,298,400,000             | 896,535,597          | (3,220,194)                |                          |
| 1990           | 1,304,340,000             | 839,995,824          | (3,299,559)                |                          |
| 1991           | 927,220,000               | 601,241,114          | (2,867,787)                |                          |
| 1992 в серебре | 593,500,000               | 616,273,932          | (2,858,981) (1,317,579)    |                          |
| 1993 в серебре | 766,180,000               | 750,110,166          | (2,633,439) (761,353)      |                          |
| 1994 в серебре | 1,189,000,000             | 1,303,268,110        | (2,484,594) (785,329)      |                          |
| 1995 в серебре | 1,125,500,000             | 1,274,890,000        | (2,010,384) (838,953)      |                          |
| 1996 в серебре | 1,421,163,000             | 1,400,300,000        | (1,750,244) (775,021)      | 1,457,000                |
| 1997 в серебре | 991,640,000               | 979,810,000          | (2,055,000) (741,678)      |                          |
| 1998 в серебре | 1,163,000,000             | 1,172,300,000        | (2,086,507) (878,792)      |                          |
| 1999 в серебре | 2,164,000,000             | 1,397,750,000        | (2,543,401) (804,565)      |                          |
| 2000 в серебре | 1,842,500,000             | 1,181,700,000        | (3,082,572) (965,421)      |                          |
| 2001 в серебре | 1,369,590,000             | 1,412,800,000        | (2,294,909) (889,697)      |                          |
| 2002 в серебре | 1,187,500,000             | 1,379,500,000        | (2,319,766) (892,229)      |                          |
| 2003 в серебре | 1,085,500,000             | 986,500,000          | (2,172,684) (1,125,755)    |                          |
| 2004 в серебре | 1,328,000,000             | 1,159,500,000        | (1,789,488) (1,175,934)    |                          |
| 2005 в серебре | 1,412,000,000             | 1,423,500,000        | (2,275,000) (1,069,679)    |                          |
| 2006 в серебре | 1,381,000,000             | 1,447,000,000        | (2,000,428) (1,054,008)    |                          |
| 2007 в серебре | 1,047,500,000             | 1,042,000,000        | (1,384,797) (875,050)      |                          |
| 2008 в серебре | 391,000,000               | 624,500,000          | (1,377,424) (620,664)      |                          |
| 2009 в серебре | 96,500,000                | 49,500,000           | нет данных                 |                          |
| 2010           | нет данных                | нет данных           | нет данных                 |                          |

(в скобках обозначено количество монет качества пруф).

## Интересные факты
Появление монограммы гравёра Джона Синнока «JS» на аверсе дайма в условиях «холодной войны» между США и СССР стало причиной для слухов: некоторые американцы решили, что советский агент на монетном дворе поместил на аверс инициалы Иосифа Сталина (Joseph Stalin). Монетному двору США пришлось выступить с опровержением этих домыслов.
В США есть выражение «Not to care a dime», по смыслу похожее на «Ни в грош не ставить».